# 凌敬
凌敬（?—?），隋末民变夏王窦建德的大臣。
凌敬在夏国担任国子祭酒。唐朝淮安王李神通命慰抚使张道源镇守赵州。武德二年（619年）九月二十五日，窦建德攻陷赵州，捉住唐朝赵州总管张志昂、邢州刺史陈君宾及张道源。窦建德因为他们没有尽早投降，打算杀了他们，凌敬规谏道：“人臣像吠犬一样为自己的主人效力，他们坚守城池不投降，是忠臣。现在大王将他们杀了，用什么来勉励部下呢？”窦建德怒道：“我到了城下，他们还不投降，力尽被擒，怎么能放过他们？”凌敬说道：“现在大王派大将高士兴在易水抵御罗艺，罗艺才到，高士兴就投降，大王认为如何？”于是窦建德才醒悟，于是下令释放了他们。
武德四年（621年）三月，窦建德去救援被唐朝秦王李世民围攻的郑国皇帝王世充。秦王李世民派遣将军王君廓率领轻骑千余抄掠夏军粮运，擒获其大将张青特，俘获很多。将帅已下建议回洺州。凌敬进言：“现在唐国用重兵围东都，守虎牢，我军全兵渡过黄河，攻取怀州河阳，派重将戍守。然后鸣鼓建旗，翻越太行山，入上党，先声后实，传檄而定。进至壶口以震骇蒲津，收取河东之地，这是上策。行此必有三利：一则入无人之境，军队万全；二则拓土得兵；三则郑国之围自解。”窦建德将要听从，王世充来请兵的臣下王琬、长孙安世天天哭诉请窦建德西进，自接救援洛阳。又暗中用金玉贿赂诸将，阻挠凌敬的计划。众将进谏：“凌敬是书生，岂哪懂得战争？”窦建德接受了，于是对凌敬说：“现在士气正锐，是天助我也。因此决战，必定大捷。已经听从众人建议，不再听从凌公之言。”凌敬坚持己见，窦建德大怒，让人把他从帐中扶出。结果，窦建德在虎牢关被李世民生擒，夏国灭亡。
有《凌敬集》十四卷。